# Dresden (comté de Yates, New York)
Pour les articles homonymes, voir Dresden.
Ne doit pas être confondu avec Dresden (comté de Washington, New York).
Dresden est un village du comté de Yates, dans l'État de New York, aux États-Unis,. En 2020, il compte une population de 293 habitants.

## Démographie
Lors du recensement de 2020, le village comptait une population de 293 habitants.